# Ambatofotsy
Ambatofotsy est une commune rurale malgache située dans la partie ouest de la région de Fitovinany.